# 史之選
史之選（?—?），江蘇省荊溪縣人，清朝政治人物、同進士出身。
光緒三十年（1904年），會試第73名，殿試登進士三甲115名。宣統元年，任虞城縣知縣。